# (33456) Ericacurran
1999 FG28 (asteroide 33456) é um asteroide da cintura principal. Possui uma excentricidade de 0.13297460 e uma inclinação de 5.21086º.
Este asteroide foi descoberto no dia 19 de março de 1999 por LINEAR em Socorro.